# 올라프 망누손

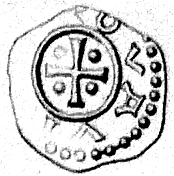
올라프 망누손 시대에 발행된 동전

올라프 망누손(노르웨이어: Olaf Magnusson, 1099년 ~ 1115년 12월 22일)은 노르웨이의 국왕(재위: 1103년 ~ 1115년 12월 22일)이다. 하르드라디 가 출신이다.

## 생애
망누스 3세 국왕의 아들이며 외위스테인 1세, 시구르 1세의 이복형제이기도 하다.
1103년 망누스 3세 국왕이 사망하면서 노르웨이의 국왕으로 즉위했지만 올라프의 형제들은 나이가 어린 올라프가 노르웨이의 국왕으로 즉위하는 것을 받아들이지 않았다. 올라프, 외위스테인, 시구르 형제는 논의 끝에 세 형제가 노르웨이의 공동 군주가 되기로 합의했다.
1107년에는 노르웨이가 십자군의 예루살렘 왕국 원정에 참여하는 것을 지지했다. 노르웨이는 1111년까지 십자군의 예루살렘 왕국 원정에 참여했다. 노르웨이의 공동 군주였던 외위스테인은 올라프의 섭정 역할을 수행하면서 노르웨이를 안정시키고 노르웨이의 국력을 향상시켰다. 1115년 급병으로 사망했다.